# Bodsjön (Anundsjö socken, Ångermanland)
Bodsjön är en sjö i Örnsköldsviks kommun i Ångermanland och ingår i Moälvens huvudavrinningsområde. Sjön är 16,3 meter djup, har en yta på 0,331 kvadratkilometer och är belägen 223 meter över havet.

## Delavrinningsområde
Bodsjön ingår i det delavrinningsområde (703954-161017) som SMHI kallar för Inloppet i Gensjösjön. Medelhöjden är 195 meter över havet och ytan är 18,07 kvadratkilometer. Räknas de 54 avrinningsområdena uppströms in blir den ackumulerade arean 518,19 kvadratkilometer. Södra Anundsjöån (Skalmsjöån) som avvattnar avrinningsområdet har biflödesordning 2, vilket innebär att vattnet flödar genom totalt 2 vattendrag innan det når havet efter 54 kilometer. Avrinningsområdet består mestadels av skog (80 procent). Avrinningsområdet har 0,33 kvadratkilometer vattenytor vilket ger det en sjöprocent på 1,8 procent.